# بلود سي
بلود-سي (بالإنجليزية: Blood-C)‏ ، هو اسم مسلسل أنمي ياباني/مجلة رسوم المصورة، صدر الأنمي سنة 2011م عن طريق شركة برودكشن آي.جي اليابانية، وتدور القصة حول فتاة واجهت أبشع الوحوش أكلي لحوم البشر.

## وصلات خارجية
- Blood-C Official website (باليابانية)
- Production I.G website (باليابانية)
- بلود سي (أنمي) في شبكة أخبار الأنمي
- Blood-C: The Last Dark (فيلم) في شبكة أخبار الأنمي
- بلود سي على موقع IMDb (الإنجليزية)
- بلود سي على موقع فيلمافينيتي (الإسبانية)
- بلود سي على موقع ليتربوكسد (الإنجليزية)
- بلود سي على موقع كينوبويسك (الروسية)
- بلود سي على موقع قاعدة بيانات الفيلم (الإنجليزية)
- بلود سي على موقع ANN anime (الإنجليزية)
- بلود سي على موقع ANN manga (الإنجليزية)